# Dirk Tuypens
Dirk Tuypens (Mechelen, 9 mei 1966) is een Belgisch acteur.

## Levensloop
Tuypens studeerde aan het Koninklijk Conservatorium Antwerpen en is sinds 1987 werkzaam als acteur in het theater en bij de VRT. Met het theater is hij zowel in Vlaanderen als in Nederland actief als acteur en/of co-auteur van verschillende theaterstukken. Daarnaast is hij (voornamelijk in Vlaanderen) bekend van zijn televisiewerk in de soap Thuis en VRT-series als Witse, Heterdaad, Flikken en Katarakt.
Hij is ook bekend voor zijn uitgesproken links engagement en sympathiseert met de linkse partij Partij van de Arbeid van België (PVDA). Zo kwam hij met de federale verkiezingen van 8 mei 2003 op voor het kartel RESIST, van de PVDA en de Arabisch-Europese Liga (AEL). Tijdens de regeringsonderhandelingen in 2010 kwam hij op een links front te vormen tegen de N-VA. Bij de gemeenteraadsverkiezingen op 14 oktober 2012 was hij lijsttrekker van de PVDA in Mechelen. Hij haalde met zijn partij 3,1%, wat onvoldoende was voor een zetel. Voor de lokale verkiezingen van 2018 werd hij opnieuw lijsttrekker en haalde een zetel binnen. Ook bij de gemeenteraadsverkiezingen van 2024 raakte hij herkozen.

## Rollen in film en tv

### Films
- Omtrent Marleen als Stefan - 1989
- Het Zilveren hoekske als René -1989
- Elixir d'Anvers als Van Kerckhoven - 1996
- Kortfilm To Speak - 1999
- Ca rend heureux als Dirk – 2005
- Nue proprieté (internationale titel: Private Property als Dirk – 2006
- Het Vonnis - 2013

### Televisieseries

#### (Hoofd)rollen
- Niet voor publikatie als commissaris Raymond Van Deuren in 1994
- De put als Swa Jans in 1994
- Heterdaad als eerste opperwachtmeester Reggie Bax - 1996 tot 1999
- Stille Waters als Pierre Rommens in 2001
- Thuis als dokter van het ziekenhuis in 1997, en daarna als Jan Reimers van 2003 tot 2004
- Witse als hoofdcommissaris Peter Wijtinckx – 2005 tot 2012
- Katarakt als Ben Van Hemelrijck - 2007 tot 2008
- De Vijfhoek als Lukas in 2012
- Vriendinnen als Herman in 2015

#### Gastrollen
- Flikken aflevering 'Trouw' als Dirk Houtman in 2001
- Recht op Recht aflevering 'Bovenwereld' als Jochen Claeys in 2002
- Recht op Recht aflevering 'Stalker' als Jan Matthijs in 2000
- Hof van assisen
- Sedes & Belli aflevering 'Levend lijk' als Ivo Walraevens in 2003
- F.C. De Kampioenen aflevering 'Transfer' als Raymond Van Keer in 1990
- Nue propriété als notaire in 2006
- Spoed, aflevering 'D-Day' als Dirk Berghman in 2008
- Aspe, aflevering 'A Charge' (seizoen 7) als Vincent Jacques in 2011 en in 2014 in aflevering 'Puntgaaf' als Didier Strobbe
- Code 37, aflevering 12 en 13 (seizoen 3) als Peter Naessens in 2012
- Vermist, seizoen 4 als coach Lukas
- Coppers, aflevering 'Ato' als Steven Magits in 2016

## Radio
- Radiofeuilleton Dams en Van Deun op Radio 2 (spin-off van televisieserie Witse) als hoofdcommissaris Peter Wijtinckx

## Theater

### Compagnie De Koe
- De gebiologeerden (Peter Van den Eede/Bas Teeken)
- Epiloog van de eenzaamheid (Compagnie De Koe)
- De touroperator (Compagnie De Koe)

### De Filmfabriek
- White-Out (Paul Porveur)

### De Tijd
- Macbeth (William Shakespeare)
- In de eenzaamheid van de katoenvelden (Bernard-Marie Koltés)
- Vaders en zonen (Ivan Toergenjev, bewerking Lucas Vandervost)

### de Queeste
- Vaderland (Kris Cuppens/Dirk Tuypens)
- Kean en zoon (Kris Cuppens/Dirk Tuypens)
- Stallerhof/Geisterbahn (Xavier Kroetz)
- Haarman (Marius von Mayenburg)
- Teheran (Dirk Tuypens)
- 9mm
- Holy Shit (Dirk Tuypens)
- Arbeid/Afscheid (de Queeste)

### Huis van Bourgondië (Nederland)
- Reeuw (Kamiel Vanhole)

### Reizend Volkstheater
- Het haar van de hond (Hugo Claus)
- De kunst van de komedie (Eduardo de Filipo)

### Theater van het Oosten (Nederland)
- Richard II (William Shakespeare)
- Electra (Sophocles)

### Zuidelijk Toneel (Nederland)
- Hamlet (William Shakespeare)

### Vrije producties
- Voorwerp van Verlangen (Friedrich Schiller, bewerking Jan Peter Gerrits)
- Julie (August Strindberg, bewerking Jan Peter Gerrits)[6]